# Mohrens sista suck
Kärlek och död eller Mohrens sista suck är ett spex uppfört första gången 30 november 1865 vid Södermanlands-Nerikes nation i Uppsala. Spexet räknas tillsammans med På Madagaskar som ett av Sveriges äldsta studentspex som fortfarande uppförs. Ser man till genren är spexet att betrakta som en parodi på italiensk opera seria.
Librettot skrevs av Per Elfvik och musiken av Julius Bagge och Petrus Blomberg. Till skillnad från dagens spex har detta spex alltså originalmusik.
Handlingen utspelas i Granada då morerna drevs ut från Iberiska halvön. Den sköna donna Rotunda har förälskat sig i den moriske prinsen Mustapha ben Abel Guzan och trotsar sin far som vill att hon i stället ska gifta sig med en spansk ädling, Don Lopez y Infamo. Dramat slutar med att alla dör, respektive tar livet av sig, inom loppet av 26 takters musik.
Redan 1885 gavs Mohrens sista suck ut på Gehrmans musikförlag vilket innebar att det fick spridning till andra lärosäten.
År 1909 arrangerades Mohrens sista suck för orkester av musikfanjunkaren vid Upplands regemente Albert Gille, som sedan 1906 anlitats av Södermanlands-Nerikes nation som repetitör för orkestern Hornboskapen. 
Senaste gången spexet sattes upp av Södermanlands-Nerikes nation var 12 november 2022 i Slottsbiografen.

## Inspelningar
- På Madagaskar - Mohrens sista suck. Södermanlands-Nerikes nationalkapell med solister och kör. Dirigent Christer Henriksén (BIS-NL-CD-5004, april 1997)
- På Madagaskar - Mohrens sista suck. Live från Uppsala Stadsteater Maj 1997. Södermanlands-Nerikes nationalkapell med solister och kör. Dirigent Christer Henriksén